# Cyttaridium pulcherrimum
Cyttaridium pulcherrimum är en mossdjursart som beskrevs av Harmer 1957. Cyttaridium pulcherrimum ingår i släktet Cyttaridium och familjen Cheiloporinidae. Inga underarter finns listade i Catalogue of Life.